# ۱۲۴۴ (میلادی)
۱۲۴۴ (میلادی) هزار و دویست و چهل و چهارمین سال تقویم میلادی است.

## درگذشتگان
‎